# Kyle (South Dakota)
Kyle is een plaats (census-designated place) in de Amerikaanse staat South Dakota, en valt bestuurlijk gezien onder Oglala Lakota County.

## Demografie
Bij de volkstelling in 2000 werd het aantal inwoners vastgesteld op 970.

## Geografie
Volgens het United States Census Bureau beslaat de plaats een oppervlakte van
5,2 km², geheel bestaande uit land. Kyle ligt op ongeveer 887 m boven zeeniveau.

## Plaatsen in de nabije omgeving
De onderstaande figuur toont nabijgelegen plaatsen in een straal van 36 km rond Kyle.